# Sudwalde
Sudwalde est une municipalité allemande du land de Basse-Saxe, située dans l'arrondissement de Diepholz. En 2014, elle comptait 1 060 habitants.

## Source
- (de) Cet article est partiellement ou en totalité issu de l’article de Wikipédia en allemand intitulé « Sudwalde » (voir la liste des auteurs).